# Leśniewo Wielkie
Leśniewo Wielkie [pronunciación en polaco: /lɛɕˈɲɛvɔ ˈvjɛlkʲɛ/] es un pueblo situado en el municipio (gmina) de Janowiec Kościelny, en el distrito de Nidzica, voivodato de Varmia y Masuria, Polonia.
Está situado aproximadamente a 4 kilómetros al norte de Janowiec Kościelny, a 8 kilómetros al sureste de Nidzica y a 52 kilómetros al sur de la capital regional, Olsztyn.